# Ratko Radovanović
Pour les articles homonymes, voir Ratko.
Ratko Radovanovic, né le 16 septembre 1956 à Sarajevo, est un ancien joueur  de basket-ball serbe de Yougoslavie

## Biographie
Durant les années 1970-80, il est l'un des meilleurs pivot européens. Avec la sélection nationale de Yougoslavie, il obtient la médaille d'or lors des Jeux olympiques de 1980 de Moscou, puis le bronze lors de l'édition suivante. 
Il obtient également deux médailles de bronze lors de Championnat du monde, en 1982 et 1986. Il obtient également quatre médailles lors de Championnats d'Europe, dont l'or en 1977 en Belgique.
En club, il fait partie de l'équipe du KK Bosna qui remporte son premier titre européen avec la Coupe des clubs champions face au club italien de Ignis Varese qui domine alors le basket-ball européen.
Il occupe désormais le poste de président du club serbe de FMP Zeleznik.

## Club joueur
- KK Bosna
- Stade français
- Reyer Venise

## Palmarès Joueur

### Club
compétitions internationales 
- Vainqueur de la Coupe des clubs champions 1979

### Jeux olympiques d'été
- Jeux olympiques de 1984 à Los Angeles, États-Unis
  -  Médaille de bronze
- Jeux olympiques de 1980 à Moscou, URSS
  -  Médaille d'or

### Championnat du monde
- Championnats du monde 1986, Espagne
  -  Médaille de bronze
- Championnats du monde 1982, Colombie
  -  Médaille de bronze

### Championnats d'Europe
- Championnats d'Europe 1987, Grèce
  -  Médaille de bronze
- Championnats d'Europe 1981, Tchécoslovaquie
  -  Médaille d'argent
- Championnats d'Europe 1979, Italie
  -  Médaille de bronze
- Championnats d'Europe 1977, Belgique
  -  Médaille d'or